# Rugby Amatori & Calvisano 2001-2002

## Super 10 2001-02

### Stagione regolare
| Incontro                       | Andata | Ritorno |
| ------------------------------ | ------ | ------- |
| Amat. & Calvisano — Bologna    | 49-5   | 33-19   |
| Rovigo — Amat. & Calvisano     | 29-28  | 7-40    |
| Amat. & Calvisano — Parma      | 21-16  | 21-27   |
| Amat. & Calvisano — GRAN Parma | 26-22  | 27-28   |
| L’Aquila — Amat. & Calvisano   | 19-15  | 27-43   |
| Amat. & Calvisano — Viadana    | 29-9   | 20-21   |
| Petrarca — Amat. & Calvisano   | 29-20  | 9-19    |
| Benetton — Amat. & Calvisano   | 21-16  | 17-27   |
| Amat. & Calvisano — Rugby Roma | 44-13  | 39-5    |

#### Risultati della stagione regolare
| Posizione | G  | V | N | P | PF  | PS  | DP   | B  | Pt |
| --------- | -- | - | - | - | --- | --- | ---- | -- | -- |
| 3ª        | 18 | 2 | 0 | 6 | 518 | 322 | +196 | 11 | 59 |

### Fase finale
| Turno | Incontro                     | Andata | Ritorno |
| ----- | ---------------------------- | ------ | ------- |
| SF    | Amat. & Calvisano — Petrarca | 21-18  | 21-18   |
| F     | Viadana — Amat. & Calvisano  | 19-12  | 19-12   |

## Heineken Cup 2001-02

### Prima fase
| Incontro                       | Andata | Ritorno |
| ------------------------------ | ------ | ------- |
| Perpignano — Amat. & Calvisano | 56-3   | 33-18   |
| Amat. & Calvisano — Leicester  | 3-37   | 7-29    |
| Amat. & Calvisano — Llanelli   | 13-31  | 14-93   |

#### Risultati della prima fase
| Posizione | G | V | N | P | PF | PS  | DP   | Pt |
| --------- | - | - | - | - | -- | --- | ---- | -- |
| 4ª        | 6 | 0 | 0 | 6 | 58 | 279 | -221 | 0  |

## Verdetti
- Amatori & Calvisano qualificato alla Heineken Cup 2002-03.